# Phygadeuon coloradensis
Phygadeuon coloradensis là một loài tò vò trong họ Ichneumonidae.